# Memorial Casa Ronald Golias

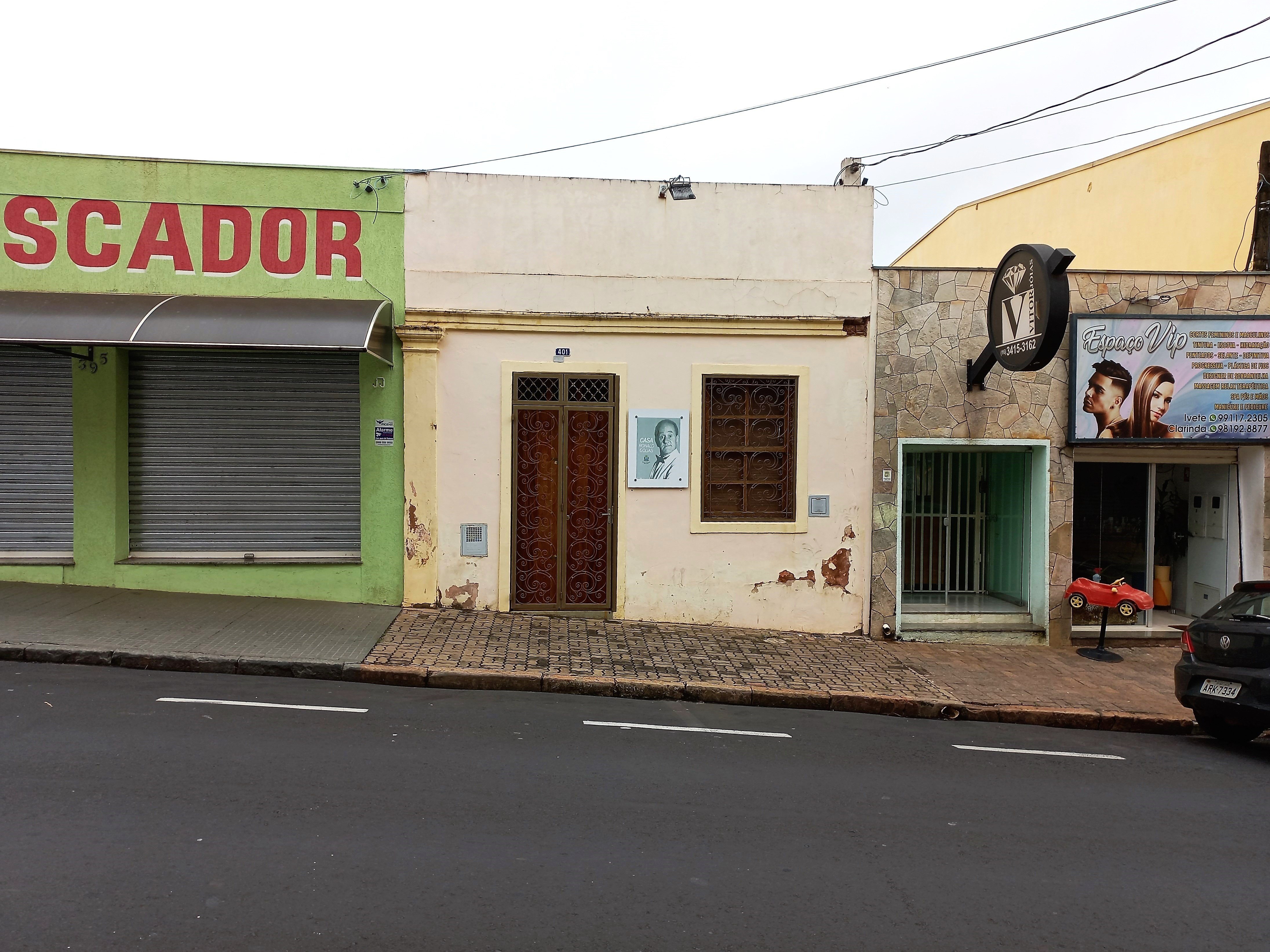
Casa onde nasceu Ronald Golias, na cidade de São Carlos-SP.

O memorial Casa Ronald Golias, localizado na cidade de São Carlos, foi inaugurado em março de 2016 e tem como objetivo a preservação da memória do humorista são-carlense reconhecido nacionalmente.
Ronald Golias nasceu em 4 de maio de 1929 na cidade de São Carlos, interior de São Paulo. Filho de Arlindo Golias e Dona Conceição D’Apparecida Bragato Golias, o humorista morou com os pais e os dois irmãos na casa onde hoje é o memorial até 1940, quando se mudaram para a capital, em busca de uma vida melhor. Em São Carlos, Golias foi coroinha na igreja São Benedito e estudou na escola Dante Alighieri, onde fez sua primeira apresentação teatral, aos oito anos de idade, com as crianças da paróquia.
O humorista tinha grande apreço pela cidade e nela fez amigos que levou por toda a vida, como o comerciante Irineu Gualtieri, com quem brincava na infância e que, anos mais tarde, foi padrinho de Paula, filha de Golias. De acordo com Irineu, o amigo sempre fazia visitas à São Carlos e uma prova de seu carinho pela cidade, foi o show que fez em prol da Santa Casa, em 1988. Além disso, mantinha duas fazendas na região, no distrito de Santa Eudóxia: Itararé e Santa Elisa.

## A Casa Ronald Golias
O surgimento de um museu se dá pela necessidade de se preservar conjuntos ou objetos individuais de valor histórico, artístico e cultural para a memória coletiva de um país, cidade ou comunidade. Assim, a Casa Ronald Golias foi criada com o intuito de "preservar a memória de um dos filhos mais ilustres da cidade e um dos maiores humoristas do país". Museu da Ciência Professor Mario Tolentino Atualmente o memorial está sob os cuidados da Coordenadoria de Cultura da cidade.

### Acervo do memorial
Os visitantes podem encontrar objetos que pertenceram ao artista, como algumas roupas, troféus, disco, documentos como diploma escolar, título de "Cidadão Benemérito de São Carlos, além de fotos de diversos momentos da vida e carreira artística do ator e comediante. Parte do que pode ser visto no acervo do memorial foi doado por sua família.

## Projetos de restauração
Em 2005, surgiram propostas para a revitalização da casa onde o humorista morou. A ideia inicial era fazer ali um museu do humor, porém o espaço era insuficiente. Em 2010, o projeto passou a ser a recuperação do imóvel para ocupá-lo com um setor da pasta de cultura do município. Assim, em 2014, a casa começou a ser reformada para dar lugar ao memorial em homenagem à Ronald Golias.

## A restauração da Casa - Preservação do Patrimônio Cultural
A antiga casa de Golias consiste numa habitação de arquitetura simples, com cerca de 100 m²; uma típica casa popular do início do século XX e está localizada em uma região de especial interesse histórico para a cidade. 
Esta área, que compreende a parte mais antiga da cidade, foi estabelecida pela lei municipal nº 13. 864, de 6 de setembro de 2006, denominada Poligonal de Interesse Histórico. De acordo com essa lei, qualquer novo projeto, reforma ou pedido de demolição de imóveis dessa região deverá passar por uma avaliação técnica da Fundação Pró-Memória de São Carlos que, em sua decisão, deverá considerar aspectos arquitetônicos e históricos do edifício, bem como a sua localização. Além disso, a lei também proíbe que sejam realizadas obras que possam impedir ou reduzir a visibilidade de bens tombados ou declarados de interesse histórico-cultural, dentro do perímetro da Poligonal de Interesse Histórico.
O edifício que abriga o memorial Casa Ronald Golias correspondia, antes da reforma, à categoria V na classificação dos imóveis de interesse histórico-cultural do município, estabelecida pelo decreto nº 271/2015. Nessa categoria se encontram imóveis de interesse histórico-cultural que mantêm a maioria das características originais, sendo recomendada sua preservação, mas que podem ser reformadas e/ou demolidas.
Por essa razão, a obra para criação do memorial, cujo projeto foi elaborado por engenheiros da Secretaria Municipal de Obras Públicas, da Prefeitura Municipal de São Carlos, contou com uma restauração da fachada, porém foram feitas a demolição e reconstrução do salão de 50 m². Além disso, a antiga área do quintal foi aterrada e nela foram instalados banheiros para os visitantes, área de circulação e gramado. A Fundação Pró-Memória realizou vistorias técnicas no local, quanto às condições de preservação do edifício. Uma vez transformado em memorial, qualquer alteração na edificação deve seguir as normas de proteção de imóveis da classe 3 do decreto nº271/2015.

## Inauguração
A Casa Ronald Golias foi inaugurado em 5 de março de 2016 em uma cerimônia que se iniciou na Praça do Mercado, seguida de uma caminhada de autoridades, amigos e familiares do humorista até a casa, na Rua Geminiano Costa, n.401.
Entre os participantes da cerimônia estavam o então prefeito, Paulo Automani; o biógrafo de Golias, Luís Carlos Barbano; os netos de Golias, Eron e Arnon Golias, o genro Carlos Nei Rocha Pessoa Mendes, o irmão Arlindo Golias, o amigo de infância Irineu Gualtieri, além de Carlos Alberto de Nóbrega, seu amigo e companheiro de trabalho.